# تیرور
تیرور، دهاتی در بخش مرکزی شهرستان میناب در استان هرمزگان ایران است.

## پیشینه نام
منطقه تیرور در زمان‌های گذشته در محل قدیمی خود که در حال حاضر در آن محل اراضی کشاورزی واقع شده‌است، قرار داشته‌است و با نقل مکان اولین خانواده(زنده یاد دادخدا قاسمی حکیم) در سال 1349 خورشیدی به مکان فعلی خود منتقل شده است؛ این دهات به دلیل قرارگرفتن در دهانه دو رود یا  بستر رودخانه، نام تیرود (به معنی میان یا درون رودخانه) به خود گرفت و با گذشت ⁴زمان به تیرور تغییر پیدا کرد.

## موقعیت
تیرور از توابع بخش مرکزی شهرستان میناب می‌باشد که در فاصله ۲۵ کیلومتری غرب شهر میناب و ۷۵ کیلومتری شرق شهر بندرعباس قرار گرفته‌است.

## جمعیت
بر پایه سرشماری عمومی نفوس و مسکن در سال ۱۳۹۵، جمعیت دهات تیرور برابر با ۴٬۸۷۱ نفر (۱٬۳۶۵ خانوار) بوده‌است.